# Língua siwai
Motuna, ou siwai, também conhecida como siuai ou siuwai, é uma língua em estado estável falada na região central de Bougainville, em Papua Nova Guiné, por, aproximadamente 16000 pessoas, dado de 2018. Essa língua faz parte da família Bougainville meridional, mais especificamente das línguas Buin, juntamente com a língua buin.

## Etimologia
O termo endônimo motuna significa 'o meio', esse significado indica que os falantes da língua se encontram na região central de Bougainville, ou seja, entre a costa ou a região onde é falado o buin, e a região das montanhas, onde o nagovisi é falado. Enquanto que a terminologia exônima siwai, que é a forma mencionada na litertura, se refere a região onde a língua é falada.

## Distribuição

### Distribuição Geográfica
A língua motuna é falada majoritariamente pelos habitantes da região de Siwai, região central de Bougainville. No entanto, os falantes da língua Naasioi, os quais são habitantes da região que faz fronteira com o norte de Siwai na costa com o Oceano Pacífico, também falam o motuna como segunda língua.

### Línguas relacionadas
Motuna é agrupada com a língua buin para formar a família Buin. Essa família faz parte de uma família linguística maior, chamada de Bougaiville Setentrional, a qual também abrange as línguas da família Nasioi, que são a língua nasioi e a língua nagovisi. 

### Dialetos
Existem possivelmente quatro ou mais dialetos na região Siwai, dos quais se destacam os dialetos pouko e baitsi:

#### Pouko
O dialeto pouko é falado na área de Huyoono, parte ocidental de Siwai, que está centrada ao redor de Haisi. Esse dialeto é bastante distinto em relação aos outros dialetos da língua, os quais possuem apenas pequenas diferenças.

 As pessoas da região de Huyoono chamam os dialetos da parte ocidental de Siwai de mokuta ou korokoro tunupah, que significa língua direta, por causa de seus padrões diretos de entonação, em contraste a como eles chamam o dialeto que falam, korokoro mikurah, língua torta ou dobrada, devido a sua entonação com mais modulação.
Além da entonação, o dialeto pouko possue diferenças do "motuna padrão" que incluem:
- Não haver distinção inclusiva/exclusiva para pronomes de primeira pessoa do plural;

- Os sufixos pronominais S e O não indicarem inclusividade/exclusividade na primeira pessoa do plural;

- Em algumas palavras, as vogais fechadas i e u são substituídas pelas vogais semifechadas e e o, respectivamente;

- As consoantes nasais m e n no "motuna padrão" as vezes correspondem a p e ŋ, respectivamente, no dialeto pouko.

#### Baitsi
O dialeto baitsi é falado mais a oeste de Siwai, ao redor de Boku, esse dialeto é referido como uma língua derivada do "dialeto siwai próprio".

## Fonologia

### Consoantes
A língua motuna possui treze fonemas consonantais:
|                         | Bilabial | Labiodental | Alveolar | Palatal | Velar | Glotal |
| ----------------------- | -------- | ----------- | -------- | ------- | ----- | ------ |
| Nasal                   | m        |             | n        | ɲ       | ŋ     |        |
| Oclusiva                | p        |             | t        |         | k     | ʔ      |
| Fricativa sibilante     |          |             | s        |         |       |        |
| Fricativa não-sibilante |          |             |          |         |       | h      |
| Aproximante             |          | ʋ           |          | j       |       |        |
| Vibrante múltipla       |          |             | r        |         |       |        |

1. 1 2 3 4  Esses fonemas também estão associados ao arquifonema /N/ presente na lígua motuna[5]
2. 1 2 3 4  Esses fonemas também estão associados ao arquifonema /Q/ presente na lígua motuna[5]
3. 1 2  Esses fonemas também estão associados ao arquifonema /H/ presente na lígua motuna[5]

### Vogais
Na língua motuna, existem cinco fonemas vocálicos:
| Editar      | Anterior        | Central         | Posterior       |                 |                 |
| Fechada     | \| i u e o a \| | \| i u e o a \| | \| i u e o a \| | \| i u e o a \| | \| i u e o a \| |
| Semifechada | \| i u e o a \| | \| i u e o a \| | \| i u e o a \| | \| i u e o a \| | \| i u e o a \| |
| Média       | \| i u e o a \| | \| i u e o a \| | \| i u e o a \| | \| i u e o a \| | \| i u e o a \| |
| Semiaberta  | \| i u e o a \| | \| i u e o a \| | \| i u e o a \| | \| i u e o a \| | \| i u e o a \| |
| Aberta      | \| i u e o a \| | \| i u e o a \| | \| i u e o a \| | \| i u e o a \| | \| i u e o a \| |
| i u e o a   | \| i u e o a \| | \| i u e o a \| | \| i u e o a \| | \| i u e o a \| | \| i u e o a \| |

| i u e o a |

## Ortografia
A língua motuna segue o alfabeto latino com menos letras para representar seus fonemas, possuindo um total de dezesseis letras, sendo cinco vogais e onze consoantes.Além, de três letras que representam seus arquifonemas:
| Fonema | Letra/Dígrafo que o representa |
| ------ | ------------------------------ |
| p      | p                              |
| ʋ      | v ou w                         |
| m      | m                              |
| t      | t                              |
| s      | s                              |
| n      | n                              |
| r      | r                              |
| k      | k                              |
| j      | j                              |
| ŋ      | ŋ ou ng                        |
| h      | h                              |
| a      | a                              |
| e      | e                              |
| i      | i                              |
| o      | o                              |
| u      | u                              |
| /Q/    | Q                              |
| /H/    | H                              |
| /N/    | N                              |

## Gramática

### Pronomes
Os pronomes na língua motuna podem ser classificados em duas categorias principais, pronomes pessoais e pronomes interrogativos, sendo que os pronomes pessoais são divididos em pronomes pessoais livres, pronomes enfáticos e pronomes possessivos. Além dessas subcategorias, também existem os pronomes pessoais ligados, que serão abordados nessa seção.

#### Pronomes pessoais
Os pronomes pessoais podem ser divididos em duas categorias, os pronomes pessoais livres, que são formados por palavras separadas, e os pronomes pessoais ligados, os quais funcionam como sufixos, sendo posicionados no início da palavra que representam. 

##### Pronomes pessoais livres
Os pronomes pessoais livres são utilizados sintaticamente como o termo principal das frases nominais e possuem variações de acordo com o caso gramatical em que são utilizados. Os pronomes de primeira e segunda pessoas possuem duas formas de distinção de número (singular e não-singular). Ainda, a primeira pessoa do não-singular pode ser diferenciada nas categorias de inclusiva e exclusiva. 

Não há a terceira pessoa do singular no motuna entre os pronomes pessoais livres, em seu lugar são utilizados artigos ou termos demonstrativos. Abaixo, tem-se uma tabela dos pronomes pessoais livres na forma subjacente:
| Pessoa          | Singular | Não singular | Não singular inclusivo | Não singular exclusivo |
| --------------- | -------- | ------------ | ---------------------- | ---------------------- |
| Primeira pessoa | ni       |              | nee                    | noni                   |
| Segunda pessoa  | ro       | ree          |                        |                        |

##### Pronomes pessoais ligados
O motuna é considerada uma língua aglutinativa, ou seja, muitas de suas palavras são formadas pela junção de morfemas, ou sufixos a um radical. Por isso, nessa língua existem os pronomes pessoais ligantes, que são sufixos que representam pronomes pessoais, mas são  aglutinados a outros nomes em seu uso. 

Os pronomes pessoais ligados da primeira e segunda pessoas são idênticos aos pronomes livres. Entretanto, também existem pronomes ligados para a terceira pessoal do singular e não singular. Os pronomes pessoais ligados em sua forma subjacente são mostrados no quadro abaixo:
| Pessoa          | Singular | Não singular | Não singular inclusivo | Não singular exclusivo |
| --------------- | -------- | ------------ | ---------------------- | ---------------------- |
| Primeira pessoa | ni-      |              | nee-                   | noni-                  |
| Segunda pessoa  | ro-      | ree-         |                        |                        |
| Terceira pessoa | po-      | pee-         |                        |                        |